# Цуркан, Валентин Максимович
Валентин Максимович Цуркан  (1914 — ?) — участник Великой Отечественной войны, звеньевой колхоза имени Карла Маркса Слободзейского района Молдавской ССР Герой Социалистического Труда (15.02.1957).

## Биография
Родился в 1914 году в селе Незавертайловка Тираспольского уезда Херсонской губернии, ныне — Слободзейского района непризнанной Приднестровской Молдавской Республики), в семье крестьянина. Молдаванин. Получил начальное образование. С детства трудился в хозяйстве родителей.
С началом в Молдавской АССР коллективизации сельского хозяйства одним из первых вступил в 1929 году в колхоз, который был организован в родном селе.
В 1939—1946 годах — в Красной Армии. Участник Великой Отечественной войны. Участвовал в обороне Ленинграда.
Демобилизовавшись в 1946 году, вернулся домой и активно включился в трудовую деятельность в колхозе имени Карла Маркса Слободзейского района Молдавской ССР (ныне — непризнанной Приднестровской Молдавской Республики). Его назначили звеньевым виноградарской бригады. Валентину Максимовичу пришлось потратить много сил и труда по восстановлению разрушенного в годы войны участка, обеспечить правильный уход за виноградниками, воодушевить людей на получение высоких урожаев. Всё это принесло свои плоды. В 1954 году с каждого из 9 гектаров звено собрало по 226 центнеров винограда европейских сортов, в 1955 году — по 188 центнеров и в 1956 году, несмотря на неблагоприятные погодные условия, — по 162 центнера.
Указом Президиума Верховного Совета СССР от 15 февраля 1957 года за выдающиеся успехи, достигнутые в деле подъёма всех отраслей сельского хозяйства, широкое применение достижений науки и передового опыта в сельскохозяйственном производстве, получение высоких урожаев сельскохозяйственных культур и повышение продуктивности общественного животноводства Цуркану Валентину Максимовичу присвоено звание Героя Социалистического Труда с вручением ордена Ленина и золотой медали «Серп и Молот».
С 1958 года работал бригадиром в своём колхозе, регулярно собирая урожаи первосортного винограда. Неоднократно участвовал в Выставке достижений народного хозяйства (ВДНХ) СССР.
Избирался депутатом Верховного Совета СССР 5-го созыва (1958—1962), местных Советов депутатов трудящихся.
С 1969 года — персональный пенсионер союзного значения. Жил в Слободзейском районе. Дата смерти не установлена.

## Награды
- Золотая медаль «Серп и Молот» (15.02.1957)
- Орден Ленина (15.02.1957)
- Медаль За оборону Ленинграда (1944)
- Медаль «В ознаменование 100-летия со дня рождения Владимира Ильича Ленина» (6 апреля 1970)
- Медаль «За победу над Германией в Великой Отечественной войне 1941—1945 гг.» (9 мая 1945[2])
- Юбилейная медаль «Двадцать лет Победы в Великой Отечественной войне 1941—1945 гг.» (7 мая 1965[3])
- Юбилейная медаль «Тридцать лет Победы в Великой Отечественной войне 1941—1945 гг.»[4]
- Медаль «Ветеран труда»
- Медаль «30 лет Советской Армии и Флота»[5].
- Юбилейная медаль «50 лет Вооружённых Сил СССР» (26 декабря 1967[6])
- медалями ВДНХ СССР:

## Память
- Его имя увековечено в Главном Храме Вооружённых сил России, и навсегда запечатлено на мемориале «Дорога Памяти»[7].